# Томсен, Кнуд Лейф
Кнуд Лейф Томсен (дат. Knud Leif Thomsen; 2 сентября 1924, Баллеруп, Ховедстаден, Дания — 14 октября 2003, Франция) — датский режиссёр и сценарист.

## Биография
В кино с 1957 года. Начинал как кинодокументалист.
За период с 1960 по 1975 год, в качестве режиссёра снял 14 фильмов. Его первый художественный фильм «Дуэль» (1962) был включен в конкурсную программу 12-го Берлинского международного кинофестиваля и сразу же привлек к себе внимание зрителей.
Два года спустя фильм Томсена «Школа для самоубийц» был включен в конкурсную программу 14-го Берлинского международного кинофестиваля 1964 г.
В 1965 году его кинофильм «Девушка Тине» стал участником 4-го Московского международного кинофестиваля.
Фильм Томсена 1969 года «В разгар джазового сезона» был включен в конкурсную программу 6-го Московского международного кинофестиваля, а фильм 1973 года «Свадьба Лины» — в конкурсную программу 8-го Московского международного кинофестиваля (фильм представлен от Норвегии).
В 1967 году Кнуд Лейф Томсен был членом жюри 17-го Берлинского международного кинофестиваля.
С 1977 года жил во Франции. Автор, в основном, психологических, социальных и моральных кинодрам.

## Избранная фильмография

### Режиссёрские работы
- 1962 — Дуэль / Duellen (Дания)
- 1964 — Школа для самоубийц / Selvmordsskolen (Дания)
- 1964 — Девушка Тине / Tine (Дания)
- 1969 — В разгар джазового сезона / Midt i en jazztid (Дания)
- 1973 — Свадьба Лины / Lina’s Wedding / Jentespranget (Норвегия)
- 1974 — Исповедь девушки / Rapportpigen (Дания)
- 1975 — Bejleren — en jydsk røverhistorie

### Сценарист
- 1962 — Дуэль / Duellen (Дания)
- 1964 — Школа для самоубийц / Selvmordsskolen (Дания)
- 1964 — Девушка Тине / Tine (Дания)
- 1964 — Stefan Danielsen (документальный)
- 1966 — Gift
- 1969 — В разгар джазового сезона / Midt i en jazztid (Дания)
- 1973 — Свадьба Лины / Jentespranget (Норвегия)
- 1974 — Rapportpigen
- 1975 — Bejleren — en jydsk røverhistorie

## Награды
- 1970 — Премия «Бодиль» за лучший датский фильм (В разгар джазового сезона / Midt i en jazztid)